# ブルーノ (アーサー王物語)
ブルーノ卿（Sir Breunor）は、アーサー王物語に登場する円卓の騎士。ブルーノ・ル・ノワール（Breunor le noir）が本名だが、むしろラ・コート・マル・タイユ（だぶだぶのコート、不恰好なコート）の名前の方で有名。身の丈に合わない父の形見のコートを着ており、仇を討つまでコートを着直さないことを誓っていた。ディナダン卿の弟でもある。

## 概要
ブルーノは、『散文のトリスタン』や『アーサー王の死』などに断片的な活躍が描かれている。彼の物語は、典型的に「フェア・アンノウンの物語」であり、特にボーメン（美しい手）ことガレス卿との物語にかなりの部分が共通している。
『アーサー王の死』では、体に全くあっていないコートを着てアーサー王の宮廷にやって来るシーンが初登場。そのため、ケイ卿から「ラ・コート・マル・タイユ」（だぶだぶのコートを着た男）とのあだ名を付けられる。グィネヴィア王妃を襲ってきたライオンを、たった一人で撃退したことから騎士に任命される。

## 黒い盾の冒険
騎士に任命された日、マラディザンド（Maladisant, フランス語で「罵る者」の意味）という乙女がアーサー王の宮廷に「黒い楯の冒険」に挑戦する騎士を求めてやって来た。これにたいし、ラ・コート・マル・タイユが名乗り出たのだが、乙女は「だぶだぶの、不恰好にコートを着た男」などという名前を名乗った若者に対し不満を覚え、口汚く罵倒する。
それでもラ・コート・マル・タイユは乙女と冒険の旅に出るのだが、途中、何人かの騎士に決闘を挑まれる。道化のダゴネット卿のみには勝ったものの、ラ・コート・マル・タイユは他の騎士には負け続けるので、「あなたは道化役以外には勝てないのか」と罵倒され続ける。
しかし、負け続けたがラ・コート・マル・タイユは決して弱いわけではない。ラ・コート・マル・タイユは馬術こそ未熟であり、よく落馬させられたが、徒歩での戦いにおいてはかなりの武勇を発揮し、たびたび相手の騎士を打ち負かした。これについて、途中から旅に同行したモードレッド卿が「馬術は一朝一夕には身につかないもので、ランスロット卿すら最初はよく落馬していたが若い頃から徒歩の戦いになると強かった。徒歩の戦いとなれば、若い騎士が熟練の騎士を打ち負かすことは珍しいことでなく、それゆえ熟練の騎士は徒歩の戦いを拒否するからラ・コート・マル・タイユが今まで活躍できなかったに過ぎない」とマラディサンドに説明している。しかし、これで乙女がラ・コート・マル・タイユに尊敬の念を覚えるかといえばそうでもなく、相変わらず罵倒し続けたのである。
それから、モードレッド卿と入れ違いにランスロット卿が「黒い楯の冒険」に途中参加。ペンドラゴン城での戦いでラ・コート・マル・タイユは六対一の戦いに敗れて囚人になるものの、最終的にはランスロット卿の活躍でラ・コート・マル・タイユとマラディサンドは釈放された。
こうして、冒険を終えたラ・コート・マル・タイユらはアーサー王の宮廷へ帰還。ラ・コート・マル・タイユは円卓の騎士に叙任されるとともに、ランスロット卿によりペンドラゴン城の主に任命される。さらに、マラディサンドと結婚も果たす。もともと、マサディサンドがラ・コート・マル・タイユを罵倒していたのは、歳若い彼に冒険を諦めさせ、命を守るためであったことが明かされたからである。これを聞いたランスロット卿により、乙女はマラディサンドを改め、ビアンペサント（Bienpensant, フランス語で「よく考える」の意味）とあだ名を改名した。

## その後
マロリー版によればこのあと、ラ・コート・マル・タイユは見事に父の敵討ちも達成したとのことであるが、マロリー版では詳しいことは語られていない。